# Deflector de obstáculos (ferrocarril)

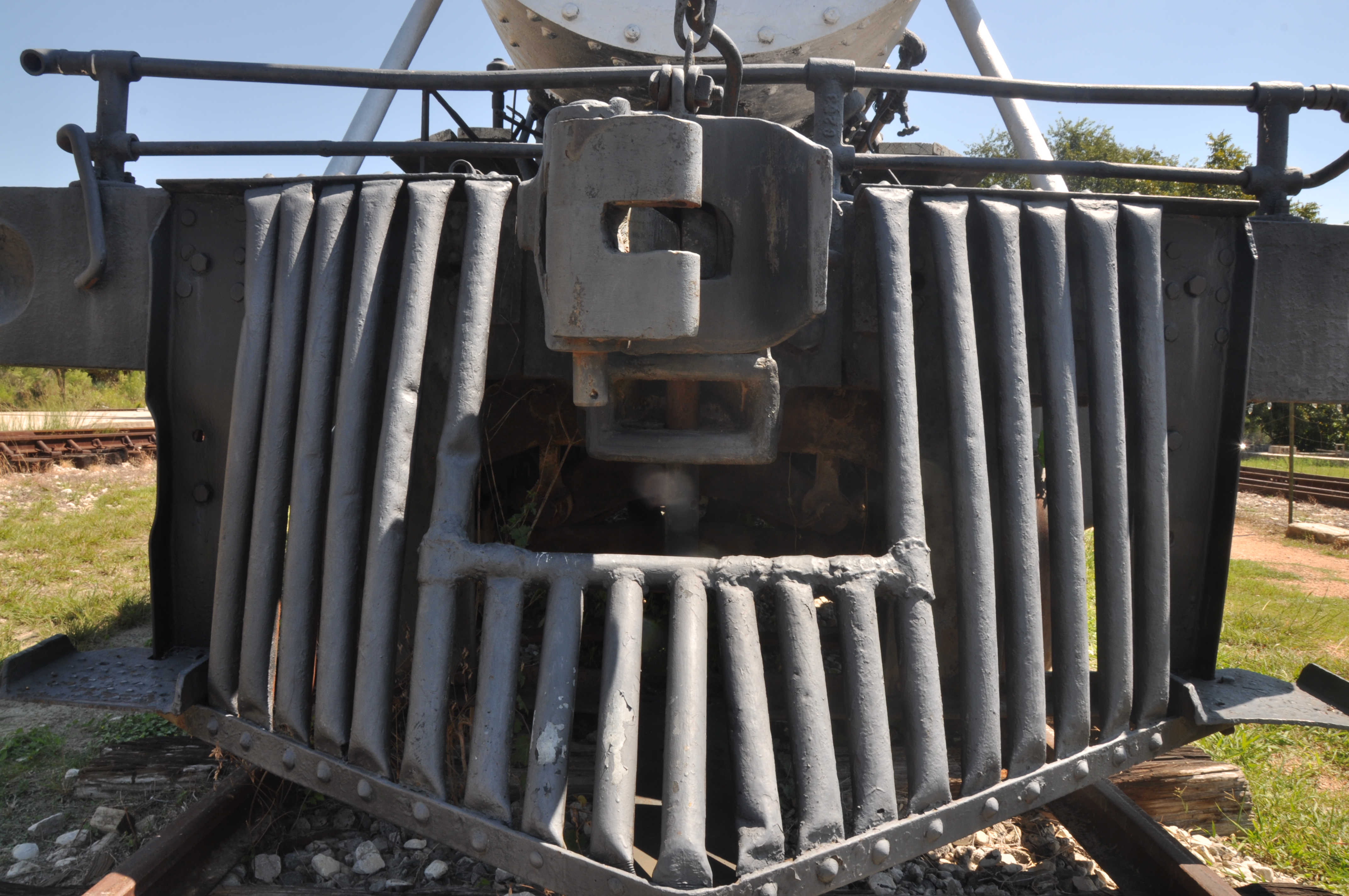
Deflector de obstáculos de una máquina de vapor Baldwin de 1911, en el Museo del Transporte de Texas

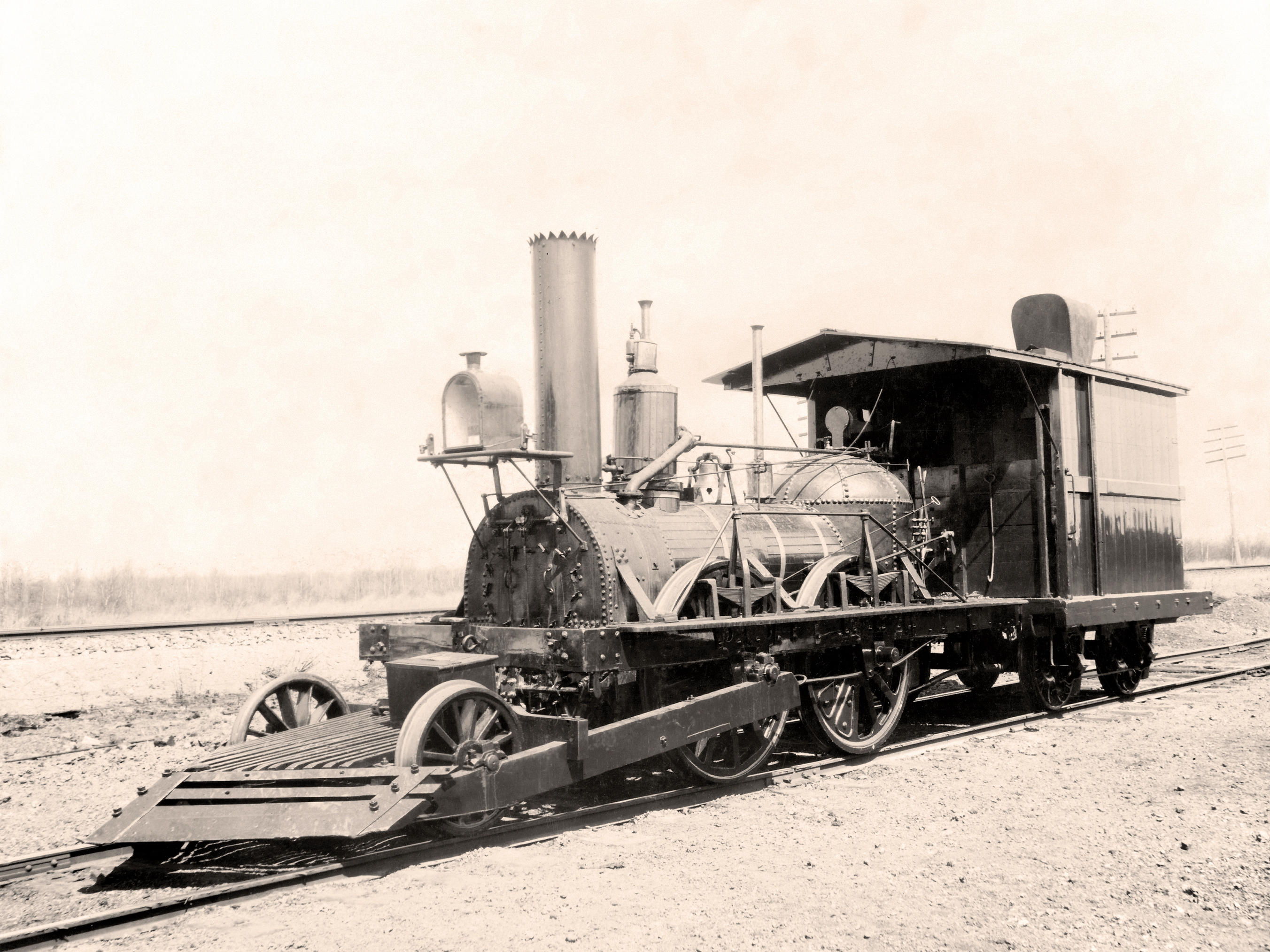
Botavacas y tren delantero en la locomotora John Bull

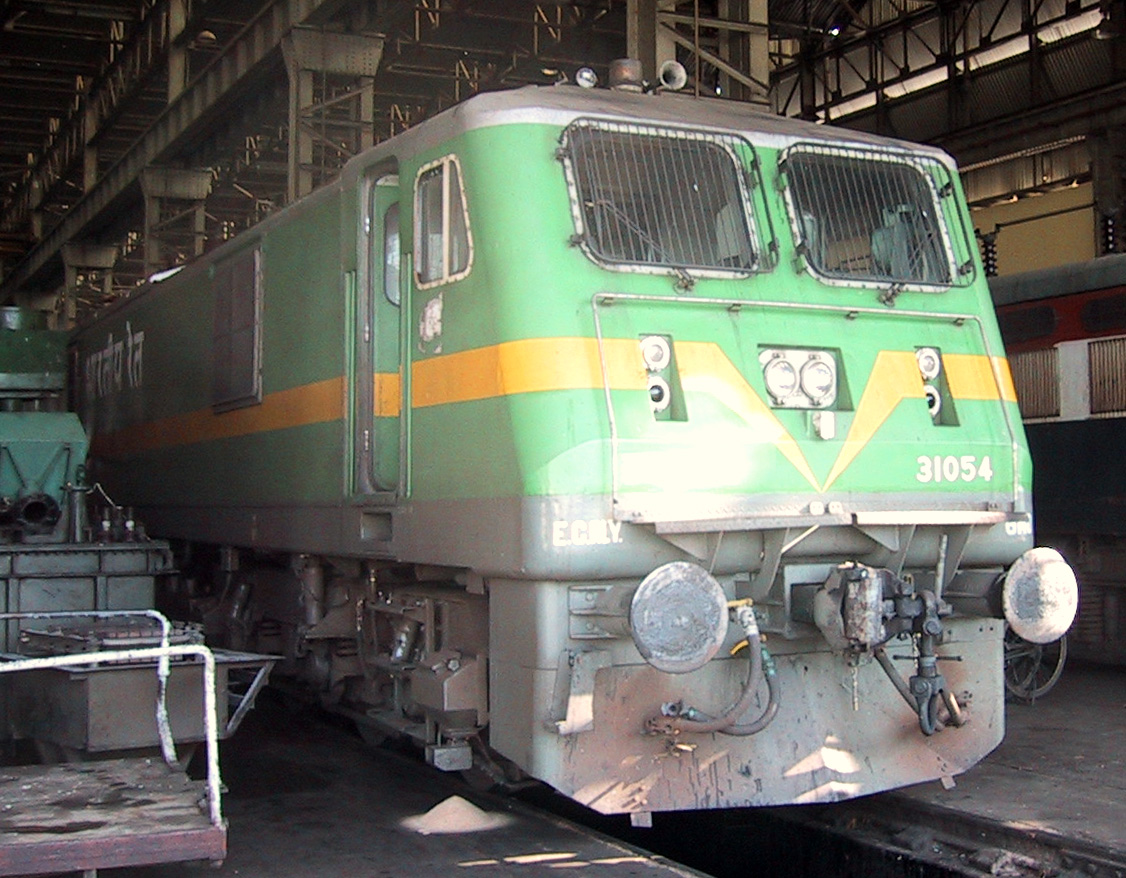
Deflector de obstáculos de una Locomotora india clase WAG-9 moderna

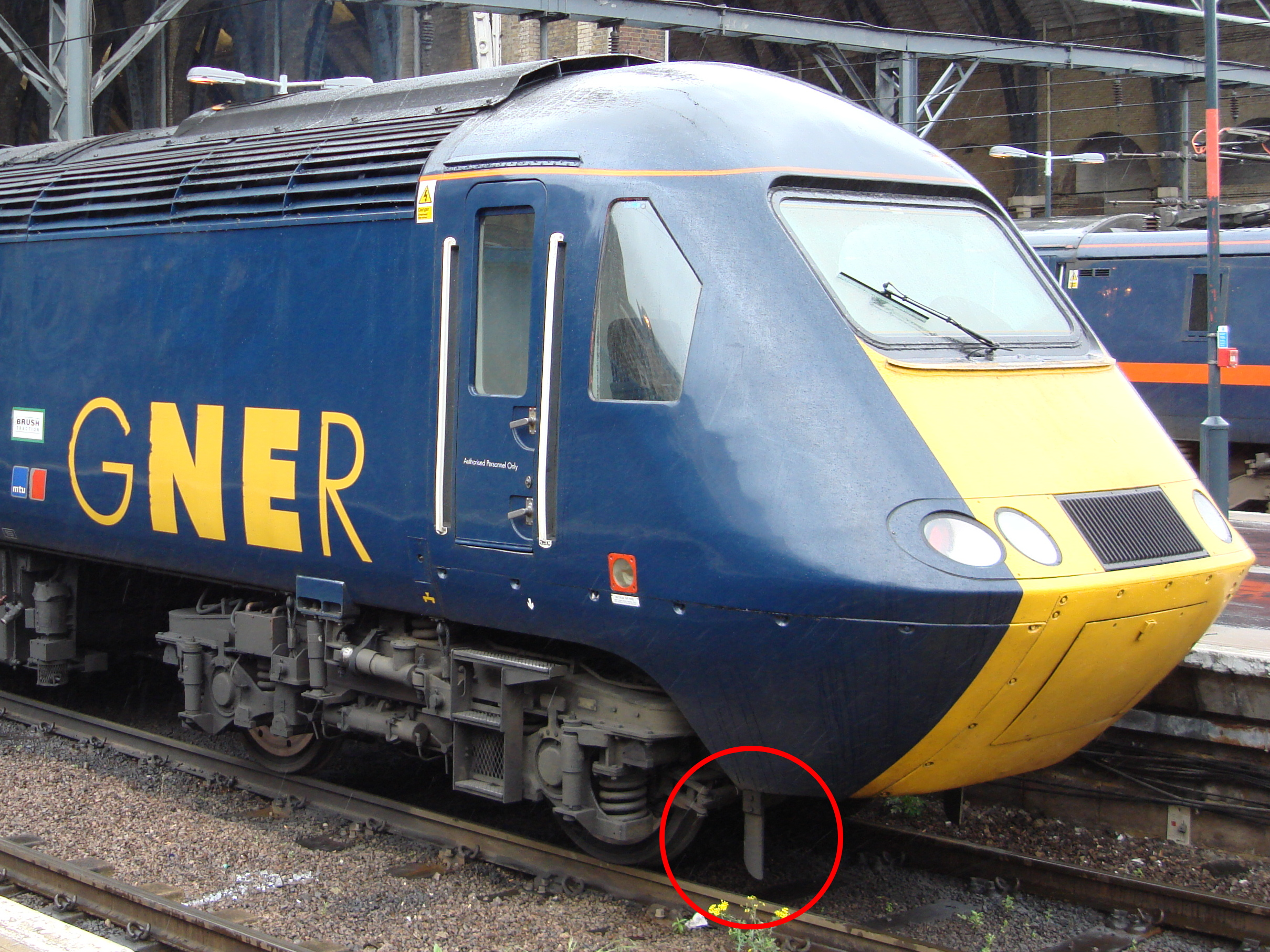
Salvavidas (en un círculo) en un automotor HST del Reino Unido

En una locomotora, un deflector de obstáculos (también conocido como botavacas o apartavacas) es un dispositivo montado en su parte delantera para apartar los obstáculos situados sobre la vía que de otro modo podrían hacer descarrilar un tren. 
Además del deflector, se suelen instalar unas barras metálicas más pequeñas llamadas salvavidas, protectores de ferrocarril o planchas de protección, que se colocan inmediatamente delante de las ruedas. Sirven para apartar obstáculos más pequeños que se encuentran directamente sobre la superficie de rodadura de la cabeza del carril. Históricamente, los sistemas ferroviarios dotados de vallas de cerramiento en Europa, dependían exclusivamente de la seguridad brindada por estos dispositivos de cierre, y no usaban deflectores. Por lo demás, el diseño con grandes deflectores rara vez se usa en las locomotoras modernas. 
En lugar de un botavacas, los tranvías usan un dispositivo llamado guardabarros. Los objetos que se encuentran en la vía del tranvía son golpeados por un soporte dotado con un sensor, que activa la bajada de un dispositivo en forma de canasta al suelo, evitando que el tranvía ruede por encima de los obstáculos, desplazándolos a lo largo de la superficie de la carretera por delante de las ruedas. 
En áreas nevadas, también se utilizan deflectores con la función de un quitanieves. 

## Invención
El deflector de obstáculos fue inventado por Charles Babbage en el siglo XIX, durante la época en la que trabajó para el Ferrocarril de Liverpool y Mánchester. Sin embargo, el invento de Babbage no llegó a construirse, y no está claro si los desarrolladores posteriores del dispositivo fueron conscientes de la idea original de Babbage.

## Diseño
En una locomotora de línea principal, el deflector de obstáculos debe desviar con éxito un obstáculo golpeado a gran velocidad; lo ideal es empujarlo hacia arriba y hacia un lado. La locomotora no debe elevarse en caso de impacto o el tren descarrilará, y lo ideal es disponer una estructura con un perfil suficientemente suave como para que la locomotora no quede atrapada y se salga de la vía. 
La forma típica es una cuña roma que tiene forma de V poco profunda en planta. En los últimos tiempos de las locomotoras de vapor, el enganche delantero también se diseñaba para poderse desplazar fuera de la zona de impacto, de modo que no pudiera quedar atrapado en caso de impacto (deflector con enganche abatible). 
Al principio, normalmente se fabricaban con barras metálicas montadas sobre un bastidor; más tarde, se utilizaron a menudo deflectores de chapa más lisos, empleándose el acero por su gran resistencia, su bajo peso y su forma lisa. Las primeras locomotoras diésel siguieron el mismo diseño. 
Las primitivas locomotoras de maniobras a menudo tenían un deflector con escalones para permitir que los trabajadores de las playas de vías viajaran en la locomotora. Eran llamados 'deflectores de estribo', aunque en algunos países están prohibidos por razones de seguridad, y han sido eliminados. Las locomotoras modernas a menudo tienen plataformas delanteras y traseras con vallas de seguridad, donde los trabajadores pueden viajar.

## Deflectores modernos
La mayoría de los vehículos ferroviarios europeos modernos deben tener deflectores funcionales como quitanieves y como seguridad ante obstáculos por ley. La fuerza requerida del sistema es de 30 kN en el centro de la vía y de 50 kN cerca de los raíles.
Las locomotoras diésel modernas de EE. UU. tienen deflectores más planos y menos en forma de cuña, porque una locomotora diésel tiene la cabina cerca del frente, y la tripulación es vulnerable al impacto de los obstáculos empujados hacia arriba por el deflector. 

## Anti-escaladores

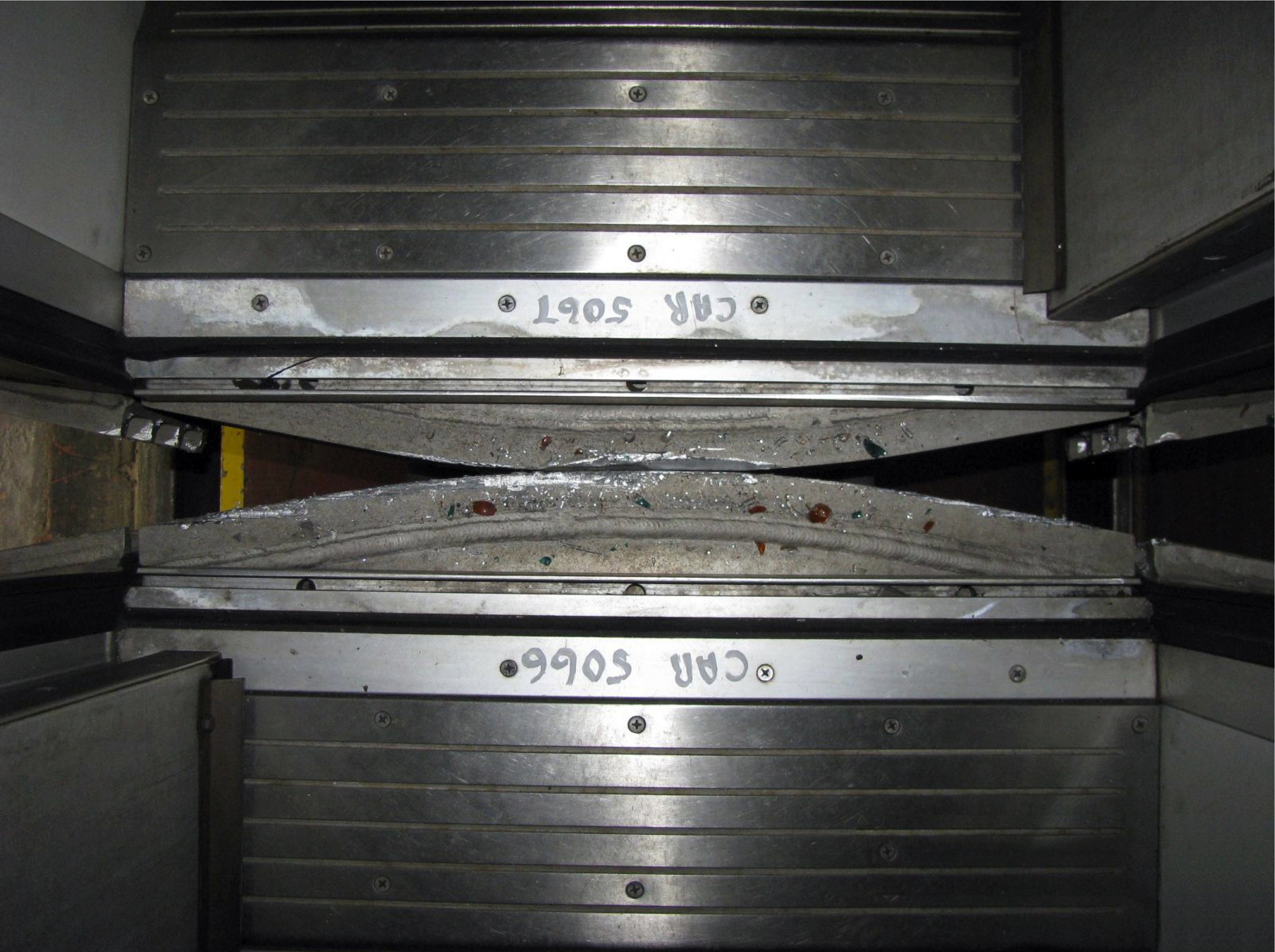
Anti-escaladores instalados entre dos vagones del metro de Washington, tras una colisión en junio de 2009

Para proteger a la tripulación y a los pasajeros, la mayoría de las locomotoras y coches de pasajeros modernos tienen un dispositivo conocido como un anti-escalador instalado sobre el acoplamiento, que está diseñado para evitar que los vehículos que chocan suban sobre el bastidor y atraviesen la cabina de la locomotora o de los coches de pasajeros. Cuando se instala un deflector, se puede usar un tipo diferente de anti-escalador. Sirve para evitar que un coche de pasajeros cabalgue sobre otro o se empotre en caso de colisión. 

## Lecturas relacionadas
- "Notes and News: Pilot Engines, Past and Present". The Railway Magazine. Vol. 91 no. 556. Westminster: Railway Publishing Company. March–April 1945. pp. 117–118. - describes seven other meanings of the word "pilot" historically used on Britain's railways.
- «Hubris and the Cowcatcher by John H. White Jr.». Railroad History (Pflugerville, Texas: Railway & Locomotive Historical Society) (215): 86-91. Fall–Winter 2016. - describes Lorenzo Davies, alleged inventor of the cowcatcher.

- Datos: Q1417516
- Multimedia: Cowcatchers / Q1417516